# Лепрекон 2: Одна свадьба и много похорон
«Лепрекон 2: Одна свадьба и много похорон» (англ. Leprechaun 2) — американский комедийный фильм ужасов 1994 года режиссёра Родмэна Флендера, продолжение фильма 1993 года «Лепрекон» и второй фильм в серии о злобном Лепреконе. Премьера фильма состоялась 8 апреля 1994 года.

## Сюжет
Ирландия, 994 год. По лесу бежит пытавшийся украсть у Лепрекона золото Уильям, однако Лепрекон его настигает и в обмен на жизнь делает своим рабом. Свободным же человеком Уильям может стать лишь тогда, когда Лепрекон найдёт себе невесту. Вскоре оказывается, что именно этот день является Днём Святого Патрика — днём рождения Лепрекона. Последний не преминул отметить свой тысячелетний юбилей и сыграть свадьбу. Но к понравившейся Лепрекону невесте существует определённое требование: для того, чтобы она стала ему женой: она должна три раза чихнуть, при этом никто не должен сказать ей «будь здорова». Вскоре такая девушка находится, но она является дочерью Уильяма, а слуга Лепрекона не захотел иметь родственных связей с этим существом и в соответствующий момент сказал «будь здорова». В итоге Лепрекон убил своего слугу, а свадьба так и не была завершена. Лепрекон пообещал вернуться через тысячу лет и найти себе новую невесту.
Прошла тысяча лет и на дворе уже 1994 год. В США объявляется сам Лепрекон с намерением найти-таки себе невесту, попутно убивая некоторых жителей города. Вскоре Лепрекон обнаруживает свою избранницу, носящую имя Бриджет. Она, в свою очередь, ничего не подозревает и встречается с парнем по имени Коди. Коди же занимается вместе со своим дядей по имени Морти сомнительными экскурсиями по Голливуду. Параллельно с Коди на Бриджет имеет свои виды некто Иан. Однако это не мешает Лепрекону выкрасть Бриджет и заточить в своё логово. Но случайным образом Лепрекон роняет золотую монету, которую использует Коди для вызволения из плена своей возлюбленной.

## В ролях
- Уорик Дэвис — Лепрекон
- Шивонн Деркин — Бриджет
- Чарли Хит — Коди
- Сэнди Бэрон — Морти
- Адам Биск — Йен
- Джеймс Ланкастер — Уильям О’Дэй
- Дэвид Поулидж — Фрэнк
- Линда Хопкинс — домохозяйка
- Артуро Гил — пьяница в пабе
- Клинт Говард — турист
- Кимми Робертсон — подружка туриста
- Билли Бэк — бездомный
- Марта Хэкетт — детектив
- Тони Кокс — чёрный Лепрекон

## Отзывы
Картина получила крайне негативные отзывы. Её рейтинг до сих пор составляет 0% на сайте Rotten Tomatoes.